# 전기 통신 장비
전기통신 장비(Telecommunications equipment), 통신 장비, 통신 기기는 전기 통신 목적으로 사용되는 하드웨어이다. 1990년대 이후 인터넷의 성장과 통신 데이터 전송에서의 역할 증가로 인해 통신 장비와 IT 하드웨어 사이의 경계가 모호해졌다.

## 종류
- 공용 스위치 장비
  - 아날로그 스위치
  - 디지털 스위치
    - 음성 인터넷 프로토콜 스위치
    - 가상 현실(VR)
- 전송 장비
  - 전송선로
    - 광섬유
    - 로컬 루프

  - 기지국
  - 멀티플렉서
  - 통신위성
- CPE (Customer premises equipment)
  - 근거리 통신망
  - 모뎀
  - 휴대 전화
  - 유선전화
  - 응답기
  - 전신타자기
  - 팩시밀리
  - 무선호출기
  - 라우터
  - 무선 통신